# Pushing Hands
Pushings Hands is een Taiwanese-Amerikaans film uit 1991 en was het regiedebuut van Ang Lee. De film vormt samen met The Wedding Banquet uit 1993 en Eat Drink Man Woman uit 1994 een onofficiele triologie over de generatiekloof tussen traditionel ouders en hun kinderen.

## Plot
Meester Chu, een gepensioneerde Chinese Tai-Chi-meester, verhuist naar Westchester County in de Amerikaanse staat New York om bij zijn zoon Alex, zijn Amerikaanse schoondochter Martha en hun zoon Jeremy te gaan wonen. Echter, Martha's tweede roman lijdt aan een ernstige schrijversblok veroorzaakt door Chu's aanwezigheid in het huis. Alex moet vechten om zijn gezin bij elkaar te houden terwijl hij worstelt met een innerlijk conflict tussen culturele traditie en zijn moderne Amerikaanse levensstijl.